# Esfejīr
Esfejīr (persiska: اسفجیر) är en ort i Iran.   Den ligger i provinsen Nordkhorasan, i den nordöstra delen av landet, 600 km öster om huvudstaden Teheran. Esfejīr ligger 1 413 meter över havet och antalet invånare är 896.
Terrängen runt Esfejīr är huvudsakligen kuperad, men norrut är den bergig.Runt Esfejīr är det ganska glesbefolkat, med 38 invånare per kvadratkilometer. Närmaste större samhälle är Fārūj, 19,1 km söder om Esfejīr. Omgivningarna runt Esfejīr är i huvudsak ett öppet busklandskap.